# 弘前市立病院
弘前市立病院（ひろさきしりつびょういん）は、青森県弘前市にあった公立の病院である。

## 概要
- 弘前市の土手町および駅前に近い場所に立地し、中南津軽地域近隣の自治体からの利用もある中核的医療施設である[1]。
- 設計したのは重要文化財の建築物「木村産業研究所」の前川國男で、1階のロビー空間は定期的な音楽会などが開催された[2]。

## 沿革
- 1958年（昭和33年）12月 - 厚生連津軽病院が弘前市に移管され弘前市国民保険 津軽病院発足。
- 1971年（昭和46年）4月 - 弘前市立病院に改称する。
- 2018年 (平成30年）10月 - 国立病院機構弘前病院と統合。新たなる中核病院を整備することを合意[3][4]。
- 2020年（令和2年）2月21日 - 「国立病院機構弘前総合医療センター」に決まったことを、市議会全員協議会で桜田宏市長が発表した[5]。
- 2022年（令和4年）4月1日 - 閉院に伴い、国立病院機構弘前総合医療センターを開院[6]。

## 特徴

### 指定
- 救急告示病院
- 青森県災害拠点病院

### 研修・協定
- 弘前大学専門医養成ネットワークに関する協定病院
- 基幹型臨床研修病院

## 診療科
- 内科
- 小児科
- 外科
- 整形外科
- 産婦人科
- 眼科
- 耳鼻咽喉科
- リハビリテーション科
- 麻酔科
- 皮膚科

## 交通アクセス
- JR東日本 弘前駅から700 m、徒歩8分
- 弘南バス
  - 土手町循環100円バス 市立病院前下車、徒歩2分
  - ミニバス 市立病院前下車、徒歩0分
    - 城南線 （桜ヶ丘案内所 - 弘前バスターミナル - さくら野弘前店）
    - 緑ヶ丘線 （弘前バスターミナル - 桜ヶ丘案内所）※往路のみ
    - 栄町・浜の町団地・土堂線 （弘前バスターミナル - 土堂神社前）※往路のみ

## 関連事項
- 救急指定病院
- 救急医療
- 災害医療
- 応急手当